# Německo na Letních olympijských hrách 1932
Německo na Letních olympijských hrách v roce 1932 v kalifornském Los Angeles reprezentovala výprava 143 sportovců (134 mužů a 9 žen) v 15 sportech.

## Medailisté
| Medaile | Jméno | Sport             | Soutěž                             |
| ------- | --- | ----------------- | ---------------------------------- |
| Zlato   | Hans Eller Horst Hoeck Walter Meyer Carlheinz Neumann Joachim Spremberg                                            | Veslování         | Muži čtyřka s kormidelníkem        |
| Zlato   | Rudolf Ismayr | Vzpírání          | Muži 75 kg                         |
| Zlato   | Jakob Brendel | Zápas             | muži, řecko-římský do 56 kg        |
| Stříbro | Erich Borchmeyer Friedrich Hendrix Arthur Jonath Helmut Körnig                                                     | Atletika          | Muži štafeta 4 × 100 m             |
| Stříbro | Ellen Braumüllerová                                                                                                | Atletika          | Ženy hod oštěpem                   |
| Stříbro | Hans Ziglarski | Box               | Muži váha bantamová do 54 kg       |
| Stříbro | Josef Schleinkofer                                                                                                 | Box               | Muži pérová váha do 57,2 kg        |
| Stříbro | Erich Campe | Box               | Muži váha lehká střední do 66,7 kg |
| Stříbro | Herbert Buhtz, Gerhard Boetzelen                                                                                   | Veslování         | Muži dvojskif                      |
| Stříbro | Karl Aletter Walter Flinsch Ernst Gaber Hans Maier                                                                 | Veslování         | Muži čtyřka bez kormidelníka       |
| Stříbro | Heinrich Hax | Sportovní střelba | Muži 25 metrů rychlopalná pistole  |
| Stříbro | Emil Benecke Otto Cordes Hans Eckstein Fritz Gunst Erich Rademacher Joachim Rademacher Hans Schulze Heiko Schwartz | Vodní pólo        | Tuirnaj mužů                       |
| Stříbro | Hans Wölpert | Vzpírání          | Muži 60 kg                         |
| Stříbro | Wolfgang Ehrl | Zápas             | muži, řecko-římský do 61 kg        |
| Stříbro | Jean Földeák | Zápas             | muži, řecko-římský do 79 kg        |
| Bronz   | Arthur Jonath | Atletika          | Muži 100 m                         |
| Bronz   | Wolrad Eberle | Atletika          | Muži desetiboj                     |
| Bronz   | Tilly Fleischerová                                                                                                 | Atletika          | Ženy hod oštěpem                   |
| Bronz   | Josef Straßberger                                                                                                  | Vzpírání          | Muži +82.5 kg                      |
| Bronz   | Eduard Sperling | Zápas             | muži, řecko-římský do 66 kg        |